# The Womenfolk
The Womenfolk waren eine US-amerikanische Folkband. 

## Biografie
1963, als die Folkära bereits ihrem Ende entgegenging, hatten zwei Produzenten aus Los Angeles die Idee, ein weibliches Folkquintett zusammenzustellen. Joyce James, Leni Ashmore, Barbara Cooper, Judy Fine und Terry Harley, die kurz darauf von Elaine Gealer ersetzt wurde, aus dem kalifornischen Pasadena schlossen sich daraufhin zu The Womenfolk zusammen und wurden vom New Yorker Label RCA Victor unter Vertrag genommen.
Noch im selben Jahr kam ihre erste Veröffentlichung heraus, ein Live-Album von einem Auftritt zusammen mit den Villagers. Im Jahr darauf erschien ihr den Bandnamen als Titel tragendes Debütalbum mit zwei ihrer bekanntesten Stücke, Love Come A-Tricklin’ Down und Little Boxes. Letzteres war zuvor von Pete Seeger populär gemacht worden und seine Liveversion erreichte Anfang 1964 die US-Charts. Daraufhin wurde auch ihre Aufnahme als Single veröffentlicht und schaffte es ebenfalls bis in die US-Charts auf Platz 83. Das Lied war vom späteren Grammy-Gewinner Perry Botkin junior arrangiert worden und war mit nur 1 Minute und 2 Sekunden Dauer bis 2016 die kürzeste Aufnahme, die es in die Billboard Hot 100 geschafft hatte. Nach dem Erfolg des Lieds stieg auch das Album in die Charts ein.
Bei den Aufnahmen zum zweiten Studioalbum Never Underestimate the Power of the Womenfolk war Jean Amos, die zuvor mit Penny Palmer als Penny & Jean aufgetreten war, an die Stelle von Elaine Gealer getreten und das blieb bis zum Ende die Besetzung. Es folgte noch ein weiteres Studio- und ein Livealbum, ohne dass die Frauen noch einmal an den Erfolg von Little Boxes herankamen. Obwohl sie sich selbst musikalisch anpassten und mehr in Richtung Popmusik gingen, hatte sie die British Invasion in Mitte der 1960er verdrängt und die Band löste sich 1967 auf.
Einige Mitglieder blieben danach der Musik treu, ohne jedoch größer in Erscheinung zu treten. Leni Ashmore trat in Los Angeles im Musical Hair auf. Judy Fine nahm noch in den 2000ern eine CD mit eigenen Songs auf. Joyce James arbeitete eine Zeitlang in New York bei Radio und Fernsehen. Sie starb 2001.

## Mitglieder
- Barbara Cooper
- Joyce James (verheiratete Gibbs, † 3. April 2001)
- Leni Ashmore (verheiratete Sorensen)
- Judith Lalah Fine (verheiratete Simcoe, nannte sich später J. Lalah Simcoe)
- Jean Amos (ab 1964)

frühere Mitglieder
- Terry Harley (1963)
- Elaine Gealer (1963/64)

## Diskografie
Alben
- We Give a Hoot - A Live Hootenanny at the Ice House in Pasadena (zusammen mit den Villagers, 1963)
- The Womenfolk (1964)
- Never Underestimate the Power of the Womenfolk (1964)
- The Womenfolk at the ‘hungry i’ (1965)
- Man Oh Man! (1966)

Lieder
- Little Boxes (1964)
- Love Come A-Tricklin’ Down (1964)